# Bartosz Frankowski

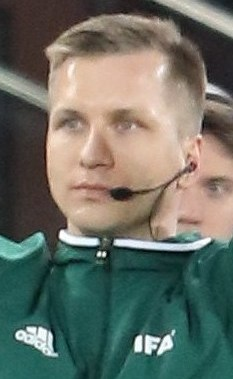
Bartosz Frankowski (2016) als Vierter Offizieller

Bartosz Frankowski (* 23. September 1986) ist ein polnischer Fußballschiedsrichter.
Von 2014 bis 2024 stand er auf der FIFA-Liste und leitet internationale Fußballspiele. Bis zur ersten Hälfte der Saison 2024/25 zählte Frankowski zur Gruppe der UEFA-First-Category-Schiedsrichter, der zweithöchsten Schiedsrichter-Kategorie. 
Frankowski leitete vier Spiele bei der U-17-Europameisterschaft 2016 in Aserbaidschan, darunter das Halbfinale zwischen Deutschland und Spanien (1:2). Bei der U-19-Europameisterschaft 2018 in Finnland leitete er drei Spiele. Bei der U-17-Weltmeisterschaft 2019 in Brasilien war er als Videoschiedsrichter im Einsatz.
Bei der U-21-Europameisterschaft 2021 in Slowenien und Ungarn pfiff Frankowski zwei Gruppenspiele. Bei der paneuropäischen Europameisterschaft 2021 kam Frankowski als Unterstützungsschiedsrichter zum Einsatz.
Bei der Europameisterschaft der Frauen 2022 in England wurde Frankowski als Videoschiedsrichter eingesetzt.
Im April 2024 wurde Frankowski als Videoschiedsrichter für die Europameisterschaft 2024 in Deutschland nominiert. Wenige Wochen nach dem Turnier sorgte er für einen Eklat, als er in der Nacht vor einem VAR-Einsatz in der Champions-League-Qualifikation gemeinsam mit dem ebenfalls eingeteilten Tomasz Musiał beim Versuch ein Straßenschild in der Innenstadt von Lublin abzumontieren, von der Polizei verhaftet wurde. Dabei wurde in ihrem Blut eine Blutalkoholkonzentration von über 1,5 Promille festgestellt. Die UEFA ersetzte die beiden kurzfristig und suspendierte sie in der Folge. Zwar schlug der Polnische Fußballverband Frankowski für das Jahr 2025 erneut für die FIFA-Liste vor, der Weltverband lehnte ihn jedoch aufgrund der vorherigen Eskapaden ab, sodass Frankowski mit Januar 2025 von der FIFA-Liste ausscheiden wird.